# Xyris affinis
Xyris affinis är en gräsväxtart som beskrevs av Friedrich Welwitsch och Alfred Barton Rendle. Xyris affinis ingår i släktet Xyris och familjen Xyridaceae. Inga underarter finns listade i Catalogue of Life.